# Hans (fumetto)
Hans è una bande dessinée belga in lingua francese creata dalla mente di André-Paul Duchâteau e dalla mano di Grzegorz Rosinski e Kas per l'editore Le Lombard.

## Trama
In un futuro terribile quanto avventuroso, il biondo protagonista, un viaggiatore dello spazio e del tempo, dovrà lottare per ritrovare se stesso in una società interplanetaria che ha da tempo perso la propria umanità. Tra tradimenti, missioni suicide, amori impossibili e paradossi temporali, Hans supererà il confine del reale e volerà sulle ali di una fantasia senza confine.

Il nostro eroe si ritroverà nella terribile Montagna Nera del pianeta Xanaïa, dove Valsary, il tiranno che governa l'"unica città" in cui tutta l'umanità si è riunita, getta tutti i personaggi scomodi, gli oppositori e gli esseri che mal si adattano alla sua folle utopia. Hans, aiutato dalla bella e innamorata Orchidea, ha riunito i prigionieri, ed è pronto a dar vita a un nuovo stato, libero e democratico. Purtroppo, però, ancora non sa cosa lo aspetta... né cosa si nasconde nel destino che l'invasato despota cerca in ogni modo di riscrivere.

Oramai divenuto uno dei capi dell'Unica Città che raccoglie l'intero genere umano, Hans non sfugge, infatti, alle sue responsabilità di eroe e, sempre in prima fila, ci farà vivere il piacere dell'avventura senza limiti, se non quelli della fantasia. Le vicende del viaggiatore spaziotemporale, del resto, ci porteranno ancora una volta su strani pianeti, per affrontare malvagi mutanti, calamità mortali e bracconieri assetati di sangue. 

## Edizione italiana
La prima edizione italiana della serie di Hans è datata 1986 quando l'editore Comic Art pubblica sul n.21 della rivista omonima il primo episodio "L'ultima isola". Seguiranno altri episodi nei numeri successivi (numeri 24, 41, 51, 65). Sulla rivista Comic Art vengono pubblicati solo i primi 5 episodi. Nel 1996 l'editore Comic Art presenta l'episodio Il volto del mostro, corrispondente all'ottavo volume franco-belga, nella propria rivista L'Eternauta Presenta (n. 158), ma senza mai portare a termine la serie.

## Editoriale Cosmo
Il 19 febbraio 2014 la serie viene riproposta dal principio dall'Editoriale Cosmo che in quattro volumi riesce a pubblicare tutti gli episodi sino ad allora rimasti inediti.
Tale serie viene inserita all'interno della collana Serie Grigia e pertanto ne rispecchia gli standard: formato in stile bonellide (16x21), colorazione in bianco e nero e paginatura con unità variabile che solitamente comprende tre o più episodi per ogni albo.
| Editions du Lombard/Le Lombard | Editions du Lombard/Le Lombard                       | Editions du Lombard/Le Lombard                                   | Editoriale Cosmo                                                 | Editoriale Cosmo                                        | Editoriale Cosmo | Editoriale Cosmo |
| ------------------------------ | ---------------------------------------------------- | ---------------------------------------------------------------- | ---------------------------------------------------------------- | ------------------------------------------------------- | ---------------- | ---------------- |
| n. 1                           | 06/1983 46 pagg., col., 22,4x29,8 ISBN 2-8036-0427-2 | André-Paul Duchâteau (sceneggiatura) Grzegorz Rosinski (disegni) | André-Paul Duchâteau (sceneggiatura) Grzegorz Rosinski (disegni) | 19/02/2014 144 pagg., b/n, 16x21 ISBN 978-88-98152-77-3 | n. 1             |                  |
| n. 1                           | 06/1983 46 pagg., col., 22,4x29,8 ISBN 2-8036-0427-2 | La dernière île                                                  | L'ultima isola                                                   | 19/02/2014 144 pagg., b/n, 16x21 ISBN 978-88-98152-77-3 | n. 1             |                  |
| n. 2                           | 07/1985 46 pagg., col., 22,4x29,8 ISBN 2-8036-0509-0 | André-Paul Duchâteau (sceneggiatura) Grzegorz Rosinski (disegni) | André-Paul Duchâteau (sceneggiatura) Grzegorz Rosinski (disegni) | 19/02/2014 144 pagg., b/n, 16x21 ISBN 978-88-98152-77-3 | n. 1             |                  |
| n. 2                           | 07/1985 46 pagg., col., 22,4x29,8 ISBN 2-8036-0509-0 | Le prisonnier de l'éternité                                      | Prigioniero dell'eternità                                        | 19/02/2014 144 pagg., b/n, 16x21 ISBN 978-88-98152-77-3 | n. 1             |                  |
| n. 3                           | 09/1986 46 pagg., col., 22,4x29,8 ISBN 2-8036-0590-2 | André-Paul Duchâteau (sceneggiatura) Grzegorz Rosinski (disegni) | André-Paul Duchâteau (sceneggiatura) Grzegorz Rosinski (disegni) | 19/02/2014 144 pagg., b/n, 16x21 ISBN 978-88-98152-77-3 | n. 1             |                  |
| n. 3                           | 09/1986 46 pagg., col., 22,4x29,8 ISBN 2-8036-0590-2 | Les mutants de Xanaïa                                            | I mutanti di Xanaïa                                              | 19/02/2014 144 pagg., b/n, 16x21 ISBN 978-88-98152-77-3 | n. 1             |                  |
| n. 4                           | 10/1988 46 pagg., col., 22,4x29,8 ISBN 2-8036-0709-3 | André-Paul Duchâteau (sceneggiatura) Grzegorz Rosinski (disegni) | André-Paul Duchâteau (sceneggiatura) Grzegorz Rosinski (disegni) | 24/04/2014 144 pagg., b/n, 16x21 ISBN 978-88-98152-84-1 | n. 2             |                  |
| n. 4                           | 10/1988 46 pagg., col., 22,4x29,8 ISBN 2-8036-0709-3 | Les gladiateurs                                                  | I gladiatori                                                     | 24/04/2014 144 pagg., b/n, 16x21 ISBN 978-88-98152-84-1 | n. 2             |                  |
| n. 5                           | 04/1990 46 pagg., col., 22,4x29,8 ISBN 2-8036-0783-2 | André-Paul Duchâteau (sceneggiatura) Grzegorz Rosinski (disegni) | André-Paul Duchâteau (sceneggiatura) Grzegorz Rosinski (disegni) | 24/04/2014 144 pagg., b/n, 16x21 ISBN 978-88-98152-84-1 | n. 2             |                  |
| n. 5                           | 04/1990 46 pagg., col., 22,4x29,8 ISBN 2-8036-0783-2 | La loi d'Ardélia                                                 | La legge di Ardelia                                              | 24/04/2014 144 pagg., b/n, 16x21 ISBN 978-88-98152-84-1 | n. 2             |                  |
| n. 6                           | 09/1993 46 pagg., col., 22,4x29,8 ISBN 2-8036-1046-9 | André-Paul Duchâteau (sceneggiatura) Kas (disegni)               | André-Paul Duchâteau (sceneggiatura) Kas (disegni)               | 24/04/2014 144 pagg., b/n, 16x21 ISBN 978-88-98152-84-1 | n. 2             |                  |
| n. 6                           | 09/1993 46 pagg., col., 22,4x29,8 ISBN 2-8036-1046-9 | La planète aux sortilèges                                        | Il pianeta stregato                                              | 24/04/2014 144 pagg., b/n, 16x21 ISBN 978-88-98152-84-1 | n. 2             |                  |
| n. 7                           | 04/1994 46 pagg., col., 22,4x29,8 ISBN 2-8036-1083-3 | André-Paul Duchâteau (sceneggiatura) Kas (disegni)               | André-Paul Duchâteau (sceneggiatura) Kas (disegni)               | 19/06/2014 144 pagg., b/n, 16x21 ISBN 978-88-6911-003-0 | n. 3             |                  |
| n. 7                           | 04/1994 46 pagg., col., 22,4x29,8 ISBN 2-8036-1083-3 | Les enfants de l'infini                                          | I bimbi dell'infinito                                            | 19/06/2014 144 pagg., b/n, 16x21 ISBN 978-88-6911-003-0 | n. 3             |                  |
| n. 8                           | 02/1996 46 pagg., col., 22,4x29,8 ISBN 2-8036-1152-X | André-Paul Duchâteau (sceneggiatura) Kas (disegni)               | André-Paul Duchâteau (sceneggiatura) Kas (disegni)               | 19/06/2014 144 pagg., b/n, 16x21 ISBN 978-88-6911-003-0 | n. 3             |                  |
| n. 8                           | 02/1996 46 pagg., col., 22,4x29,8 ISBN 2-8036-1152-X | Le visage du monstre                                             | Il volto del mostro                                              | 19/06/2014 144 pagg., b/n, 16x21 ISBN 978-88-6911-003-0 | n. 3             |                  |
| n. 9                           | 12/1997 46 pagg., col., 22,4x29,8 ISBN 2-8036-1281-X | André-Paul Duchâteau (sceneggiatura) Kas (disegni)               | André-Paul Duchâteau (sceneggiatura) Kas (disegni)               | 19/06/2014 144 pagg., b/n, 16x21 ISBN 978-88-6911-003-0 | n. 3             |                  |
| n. 9                           | 12/1997 46 pagg., col., 22,4x29,8 ISBN 2-8036-1281-X | La princesse d'Ultis                                             | La principessa d'Ultis                                           | 19/06/2014 144 pagg., b/n, 16x21 ISBN 978-88-6911-003-0 | n. 3             |                  |
| n. 10                          | 10/1998 46 pagg., col., 22,4x29,8 ISBN 2-8036-1350-6 | André-Paul Duchâteau (sceneggiatura) Kas (disegni)               | André-Paul Duchâteau (sceneggiatura) Kas (disegni)               | 21/08/2014 144 pagg., b/n, 16x21 ISBN 978-88-6911-024-5 | n. 4             |                  |
| n. 10                          | 10/1998 46 pagg., col., 22,4x29,8 ISBN 2-8036-1350-6 | Le péril arc-en-ciel                                             | La nebbia arcobaleno                                             | 21/08/2014 144 pagg., b/n, 16x21 ISBN 978-88-6911-024-5 | n. 4             |                  |
| n. 11                          | 11/1999 46 pagg., col. 22,4x29,8 ISBN 2-8036-1415-4  | André-Paul Duchâteau (sceneggiatura) Kas (disegni)               | André-Paul Duchâteau (sceneggiatura) Kas (disegni)               | 21/08/2014 144 pagg., b/n, 16x21 ISBN 978-88-6911-024-5 | n. 4             |                  |
| n. 11                          | 11/1999 46 pagg., col. 22,4x29,8 ISBN 2-8036-1415-4  | Le secret du temps                                               | Il segreto del tempo                                             | 21/08/2014 144 pagg., b/n, 16x21 ISBN 978-88-6911-024-5 | n. 4             |                  |
| n. 12                          | 12/2000 46 pagg., col., 22,4x29,8 ISBN 2-8036-1517-7 | André-Paul Duchâteau (sceneggiatura) Kas (disegni)               | André-Paul Duchâteau (sceneggiatura) Kas (disegni)               | 21/08/2014 144 pagg., b/n, 16x21 ISBN 978-88-6911-024-5 | n. 4             |                  |
| n. 12                          | 12/2000 46 pagg., col., 22,4x29,8 ISBN 2-8036-1517-7 | Le pays des Abysses                                              | Il paese degli abissi                                            | 21/08/2014 144 pagg., b/n, 16x21 ISBN 978-88-6911-024-5 | n. 4             |                  |